# 1006
1006 (MVI) var ett normalår som började en tisdag i den julianska kalendern.

## Händelser

### April
- 30 april  - Observationer av den starkast lysande supernovan som någonsin nedteckats, SN 1006, görs i stjärnbilden Vargen.[1]

### Maj
- 1 maj  - Kineserna observerar supernovan SN 1006, görs i stjärnbilden Vargen.[1]

### Okänt datum
- Ett större vulkanutbrott på Mount Merapi begraver hela centrala Java under aska.[2]
- Aelfheah (S:t Alphege) blir ärkebiskop av Canterbury.
- Holmgång förklaras olagligt på Island.

## Födda
- Konstantin X, bysantinsk kejsare.

## Avlidna
- 21 juli – Gisela av Burgund, fransk prinsessa, mor till tysk-romerske kejsaren Henrik II.

### Fotnoter
1. 1 2  ”Chronology of World History”. Arkiverad från originalet den 12 oktober 2011. https://www.webcitation.org/62NLU2AIL?url=http://www.islandnet.com/~KPOLSSON/worldhis/wor1000.htm. Läst 18 juli 2011.
2. ↑  ”A history of Merapi”. Arkiverad från originalet den 8 februari 2007. https://web.archive.org/web/20070208030138/http://volcano.und.edu/vwdocs/current_volcs/merapi/. Läst 20 februari 2007.